# Gerald Glatzmayer
Gerald Glatzmayer (ur. 14 grudnia 1968 w Wiedniu, zm. 11 stycznia 2001 w Schwechat) – piłkarz austriacki grający na pozycji pomocnika.

## Kariera klubowa
Karierę piłkarską Glatzmayer rozpoczął w Austrii Wiedeń. W sezonie 1985/1986 zadebiutował w jego barwach w austriackiej Bundeslidze. W swoim debiutanckim sezonie wywalczył z Austrią swoje pierwsze i jedyne mistrzostwo kraju w karierze, a także jedyny w karierze Puchar Austrii (nie grał w wygranym 6:4 finale z Rapidem Wiedeń). W Austrii grał przez dwa sezony rozgrywając 24 mecze i zdobywając jednego gola.
Latem 1987 roku Glatzmayer przeszedł do innego wiedeńskiego zespołu, First Vienna FC. Przez trzy sezony był jego podstawowym zawodnikiem. W 1990 roku został piłkarzem Admiry Wacker Wiedeń. W 1993 roku spadł z nią do drugiej ligi. W trakcie sezonu 1993/1994 był wypożyczony do Favoritner AC, a latem 1994 odszedł do VSE Sankt Pölten. W latach 1995–1998 grał w SV Schwechat w Regionallidze, a karierę kończył w 1999 roku jako gracz SC-ESV Parndorf 1919.
11 stycznia 2001 Glatzmayer zginął w wypadku samochodowym koło miasta Schwechat. Żył 32 lata.
| Sezon   | Klub                 | Kraj    | Rozgrywki     | Mecze | Bramki |
| ------- | -------------------- | ------- | ------------- | ----- | ------ |
| 1985/86 | Austria Wiedeń       | Austria | Bundesliga    | 5     | 0      |
| 1986/87 | Austria Wiedeń       | Austria | Bundesliga    | 19    | 1      |
| 1987/88 | First Vienna FC      | Austria | Bundesliga    | 25    | 2      |
| 1988/89 | First Vienna FC      | Austria | Bundesliga    | 34    | 7      |
| 1989/90 | First Vienna FC      | Austria | Bundesliga    | 30    | 12     |
| 1990/91 | Admira Wacker Wiedeń | Austria | Bundesliga    | 25    | 4      |
| 1991/92 | Admira Wacker Wiedeń | Austria | Bundesliga    | 20    | 2      |
| 1992/93 | Admira Wacker Wiedeń | Austria | Bundesliga    | 19    | 0      |
| 1993/94 | Admira Wacker Wiedeń | Austria | 2. Bundesliga | ?     | ?      |
| 1993/94 | Favoritner AC        | Austria | 2. Bundesliga | ?     | ?      |
| 1994/95 | VSE Sankt Pölten     | Austria | 2. Bundesliga | ?     | ?      |
| 1995/96 | SV Schwechat         | Austria | Regionalliga  | ?     | ?      |
| 1996/97 | SV Schwechat         | Austria | Regionalliga  | ?     | ?      |
| 1997/98 | SV Schwechat         | Austria | Regionalliga  | ?     | ?      |
| 1998/99 | SV Schwechat         | Austria | Regionalliga  | ?     | ?      |
| 1998/99 | SC-ESV Parndorf 1919 | Austria | Regionalliga  | ?     | ?      |

## Kariera reprezentacyjna
W reprezentacji Austrii Glatzmayer zadebiutował 4 października 1988 w wygranym 2:1 towarzyskim spotkaniu z Maltą. W 1990 roku został powołany do kadry na Mistrzostwa Świata we Włoszech. Tam był rezerwowym i rozegrał jedno spotkanie, ze Stanami Zjednoczonymi (2:1). Od 1988 do 1990 roku rozegrał w kadrze narodowej 6 spotkań i zdobył jedną bramkę.